# ダムダム弾禁止宣言
ダムダム弾禁止宣言（ダムダムだんきんしせんげん）またはダムダム弾の禁止に関するハーグ宣言（ダムダムだんのきんしにかんするハーグせんげん）は、1899年7月29日にオランダのハーグにおける国際会議（第1回万国平和会議）で署名された宣言であり、戦時における拡張弾頭（ダムダム弾）の使用を禁ずるものである。
正式名称「外包硬固なる弾丸にして其の外包中心の全部を蓋包せず若は其の外包に截刻を施したるものの如き人体内に入て容易に開展し又は扁平と為るべき弾丸の使用を各自に禁止する宣言書」（Déclaration concernant l'interdiction de l'emploi de balles qui s'épanouissent ou s'aplatissent facilement dans le corps humain）。

## 概要
1884年に無煙火薬が発明され銃の発射薬に用いられるようになると、黒色火薬と比較して弾丸の速度が向上し、その発射に耐えるために弾丸も改良され鉛を合金で覆ったものが用いられるようになった。ただし鉛の弾丸は人体命中時にマッシュルーム状などに変形するため殺傷能力が高く、インドのダムダム工廠では弾丸の先端部のみ鉛がむき出しになった弾丸（拡張弾頭、通称ダムダム弾）が製造され、これらは植民地における戦争で用いられていた。
すでに1868年のサンクトペテルブルク宣言において、戦争の目的は敵国の軍隊を弱体化させることにあって、人員に不要な苦痛を与えることは人道上の問題があることを謳っていた。ダムダム弾などの対人用拡張弾頭はこの精神に鑑みて問題があると考えられ、1899年のハーグにおける国際会議において戦時の使用禁止が宣言されることとなった。
宣言の骨子は以下の通り。
- 各国は、弾丸全体を強固な外皮で覆わず、人体命中時に容易に変形をする弾丸を用いないこと。
- この宣言の効力は、締約国間での戦争において適用され、一方が非締約国である場合は、適用されないこと。

日本においては、明治33年11月22日の勅令「外包硬固ナル弾丸ニシテ其ノ外包中心ノ全部ヲ蓋包セス若ハ其ノ外包ニ截刻ヲ施シタルモノノ如キ人体内ニ入テ容易ニ開展シ又ハ扁平ト為ルヘキ弾丸ノ使用ヲ各自ニ禁止スル宣言書」において批准・公布されている。